# دوك بريان
دوك بريان هو سياسي أمريكي، ولد في 31 يناير 1920 في كول هيل في الولايات المتحدة، وتوفي في 24 أكتوبر 1995 في ليتل روك في الولايات المتحدة. نشط حزبياً في الحزب الديمقراطي. وقد انتخب عضو مجلس نواب أركنساس ‏.